# Krzysztof Piesiewicz
Krzysztof Marek Piesiewicz, né le 25 octobre 1945 à Varsovie, est une personnalité politique de Pologne, avocat, et scénariste. Député à la Diète, il a dirigé le Parti du mouvement social (RS). 
En 1982, sa rencontre avec Krzysztof Kieślowski entame un long partenariat cinématographique, puisqu'il collabore au scénario de tous les films du réalisateur, jusqu'au dernier film de Kieslowski, Trois couleurs : Rouge et au scénario que Kieslowski n'aura pas le temps de réaliser avant sa mort, Heaven.

## Biographie

### Avocat des opposants au régime
Après avoir étudié le droit à l'Université de Varsovie, il commença à exercer en 1973. À la fin des années 1970, il s'impliqua de plus en plus dans les procès politiques en défendant des opposants au régime communiste, en exerçant les fonctions de conseiller juridique pour le syndicat Solidarność, et en contribuant avec succès à la poursuite en justice des meurtriers de Jerzy Popieluszko.

### Rencontre avec le cinéaste Krzysztof Kieslowski
En 1982, il rencontra le réalisateur Krzysztof Kieslowski qui avait l'intention de réaliser un documentaire sur les procès spectacles politiques en Pologne pendant la loi martiale. Piesiewicz accepta de l'aider, tout en doutant qu'on pût faire un film exact sur ce thème, étant donné les contraintes du système judiciaire. De fait, les deux hommes constatèrent que leur présence au tribunal semblaient avoir influencé l'issue des procès dans un sens favorable aux accusés, ce qui rendait les abus judiciaires plus difficiles à établir.
Aussi, Kieślowski décida de traiter plutôt la question par la fiction, et tous les deux collaborèrent pour la première fois comme dialoguistes dans le long métrage Sans fin, sorti en 1985.

### Le cycle du décalogue
Piesewicz revint à sa carrière d'avocat, mais resta en contact avec Kieslowski et, trois ans plus tard, le persuada de créer une série de films fondés sur les Dix Commandements. Ce cycle de dix films, Le Décalogue, s'inspirait de l'intérêt commun des deux hommes pour les dilemmes éthiques dans la vie sociale et politique contemporaine. Il reçut, lors de sa diffusion internationale dans les années qui suivirent, les compliments de la critique dans le monde entier.

### Une collaboration fructueuse
Ils collaborèrent par la suite pour La Double Vie de Véronique ainsi que Trois couleurs : Bleu, Trois couleurs : Blanc et Trois couleurs : Rouge, films centrés sur des questions métaphysiques liées notamment aux choix personnels. Ces fictions étaient relativement apolitiques, bien que la série des Trois couleurs soit fondée sur l'idée de Piesiewicz de s'inspirer des idéaux politiques français de liberté, d'égalité et de fraternité. De la même façon, ils avaient trouvé dans le Décalogue une source d'inspiration pour le cycle de films éponyme.
Piesiewicz a donc été crédité comme codialoguiste pour tous les projets de Kieślowski à partir de Sans fin (1985). La trilogie Ciel-Enfer-Purgatoire sur laquelle ils avaient travaillé ensemble fut en partie réalisée par d'autres metteurs en scènes après la mort de Kieślowski : Heaven (2002), par Tom Tykwer et l'Enfer (2005), par Danis Tanovic.
Piesiewicz à aussi coécrit, avec Michał Rosa, le film Silence, réalisé par ce dernier en 2001.
Krzysztof Piesiewicz travaille ensuite sur un triptyque : La Foi, l’Espérance et l’Amour. L'Espérance a été réalisé en 2007 par Stanislaw Mucha.

### Carrière politique
La carrière de Piesiewicz dans la politique électorale commença en 1989, quand il a commença à travailler dans le « Mouvement social pour l'Alliance électorale Solidarité » (AWS RS), parti qui était à l'origine l'aile politique du syndicat Solidarność et le principal parti dans la coalition de centre-droite AWS. En 1991, il fut élu au Sénat polonais, y siégea pendant deux ans, puis y revint en 1997. En 2002, RS AWS changea son nom en RS et élut Piesiewicz à sa tête. Depuis 2001, cependant, la coalition AWS et RS n'ont joué qu'un rôle négligeable dans la vie politique nationale de la Pologne.

## Filmographie
- 1985 : Sans fin (Bez konca) de Krzysztof Kieslowski
- 1988 : Le Décalogue, cycle de 10 téléfilms
- 1988 : Tu ne tueras point (Krótki film o zabijaniu) de Krzysztof Kieslowski
- 1988 : Brève histoire d'amour (Krótki film o milosci) de Krzysztof Kieslowski
- 1991 : La Double Vie de Véronique de Krzysztof Kieslowski
- 1993 : Trois couleurs : Bleu de Krzysztof Kieslowski
- 1994 : Trois couleurs : Blanc de Krzysztof Kieslowski
- 1994 : Trois couleurs : Rouge de Krzysztof Kieslowski
- 2001 : Silence (Cisza), de Michał Rosa
- 2002 : Heaven de Tom Tykwer
- 2005 : L'Enfer de Danis Tanovic
- 2007 : L'Espérance de Stanisław Mucha.